# Untersteckholz
Untersteckholz est une localité et une ancienne commune suisse du canton de Berne. 
Depuis le 1er janvier 2010, elle a fusionné avec Langenthal. Son ancien numéro OFS est le 0343